# Suprafaciální a antarafaciální
Suprafaciální (Woodwardovův–Hoffmannův symbol s) a antarafaciální (Woodwardův-Hoffmannův symbol a) jsou pojmy, které označují vzájemný vztah dvou chemických vazeb současně vznikajících nebo zanikajících na reakčním centru nebo v jeho okolí. Reakčním centrem zde může být atomový orbital p nebo hybridizovaný orbital spn- (Woodwardův-Hoffmannův symbol ω), konjugovaný systém (π) nebo i vazba sigma (σ).
- Reakce probíhá suprafaciálně, pokud jsou do procesu zapojeny orbitaly na stejné straně π systému nebo samotného orbitalu. U vazby sigma to odpovídá účasti dvou „vnitřních“ nebo dvou „vnějších“ laloků vazby.
- Reakce probíhá antarafaciálně, jestliže jsou do procesu zapojeny orbitaly na opačných stranách π systému nebo orbitalu. U vazby sigma to odpovídá účasti jednoho „vnitřního“ a jednoho „vnějšího“ laloku vazby.

Složky všech pericyklických reakcí, jako jsou například sigmatropní reakce, cykloadice a elektrocyklizace, lze rozdělit na suprafaciální a antarafaciální, konkrétní konfigurací reakce je určena stereochemie produktu. Antarafaciální topologie reakce obecně vede k obrácení stereochemie u [1, n]-sigmatropních reakcí a ke konrotaci u elektrocyklických reakcí, zatímco suprafaciální k jejímu zachování u [1, n]-sigmatropních reakcí, případně k disrotaci u reakcí elektrocyklických.
Příkladem je [1,3]-hydridový posun, kdy interagujícími orbitaly jsou 1s orbitaly allylového radikálu a vodíku. Suprafaciální posun je symetricky znemožněn, protože orbitaly mají opačná znaménka překryvů. Reakce neprobíhá ani antarafaciálně, protože by u příslušného meziproduktu bylo přítomno velké sterické napětí. Oproti tomu je [1,5]-hydridový posun symetricky povolený, probíhá suprafaciálně a je poměrně běžný.